# Казалоди
Казалоди или Лонджи (на немски: Casalodi, Casaloldi, Longhi) е италиански много влиятелен графски род между 900 и 1400 г., и специално през 11, 12 и 13 век в Ломбардия, на територията на градовете Мантуа, Бреша и Кремона. Фамилията е спомената от Данте Алигиери в Божествената комедия.
По произход фамилията е лангобардска. Те са локални федерати на императорските германски графове и имат титлата графове на Бреша (Conti Rurali Bresciani), conti на Ломело, conti на Сан Мартино Гуснаджо и conti на Казалолдо.
Те са привърженици на гибелините. В съюз с род Бонаколси те помагат през 1259 г. на Пинамонте дей Бонаколси да бъде избран за старейшина на Мантуа.

## Известни
- Алберто I Казалолдо (да Казалоди) (ок. 1165 – 1218/1219), граф на Казалолдо
- Алберто II Казалоди (ок. 1230 – 1288), граф на Бреша, сеньор на Мантуа от 1272 г.
- Филипо да Казалоди (1240 – 21 ноември 1303) епископ на Мантуа 1272 – 1303 г.